# Solre-le-Château
Solre-le-Château település Franciaországban, Nord megyében. Lakosainak száma 1790 fő (2022. január 1.). Solre-le-Château Eccles, Beaurieux, Bérelles, Clairfayts, Felleries, Hestrud, Lez-Fontaine, Sars-Poteries és Solrinnes községekkel határos.

## Népesség
A település népessége az elmúlt években az alábbi módon változott:
| Lakosok száma | 1811 | 1833 | 1857 | 1815 | 1797 | 1780 | 1777 | 1776 | 1790 |
|               | 2013 | 2015 | 2016 | 2017 | 2018 | 2019 | 2020 | 2021 | 2022 |